# Епігенетичне перепрограмування

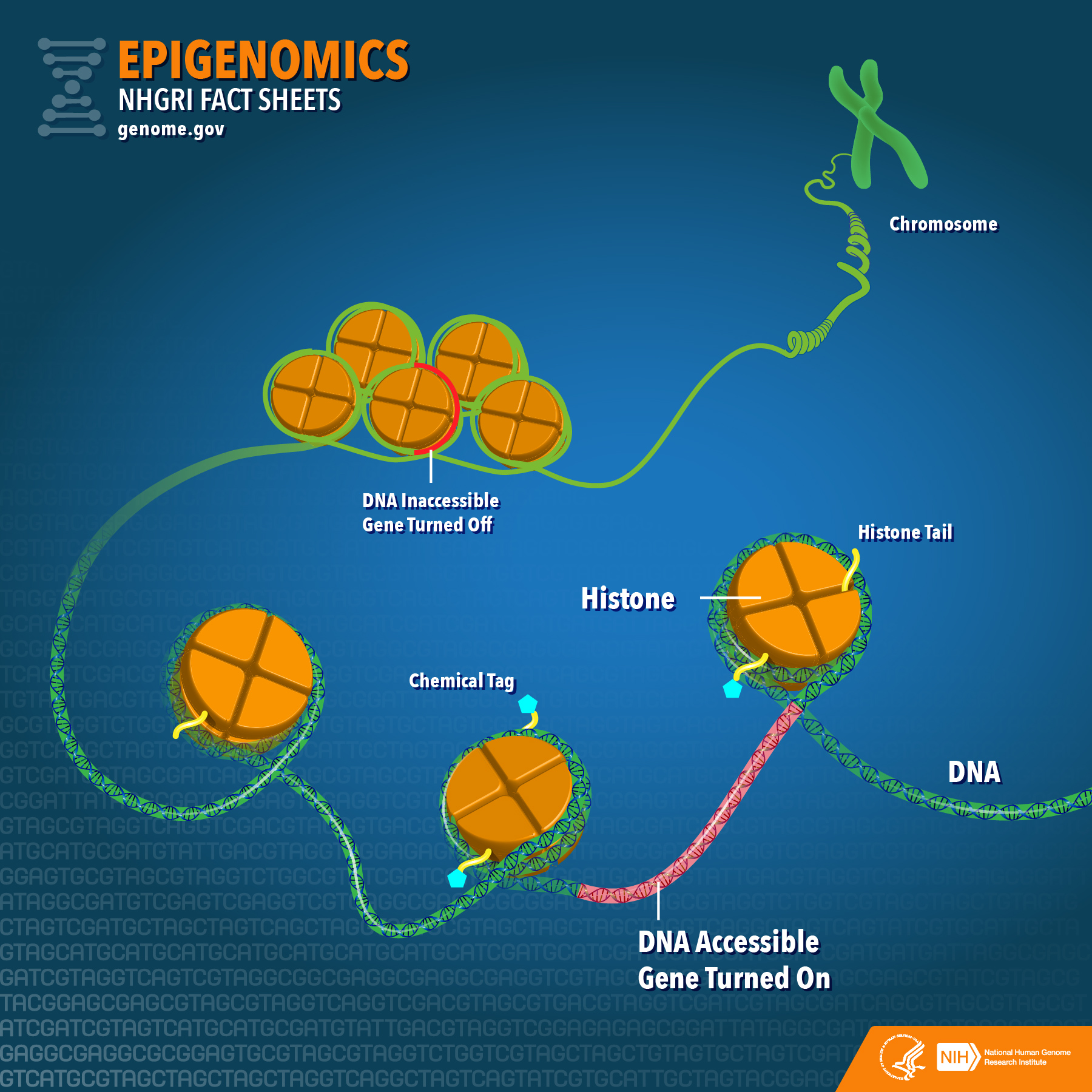
Епігеном складається з хімічних сполук і білків гістонів, які можуть приєднуватися до ДНК і керувати такими діями, як увімкнення або вимкнення генів, що контролює виробництво певних білків у конкретних клітинах.

Епігенетичне перепрограмування — стирання та ремоделювання епігенетичних позначок в молекулах ДНК, таких як сайти метилювання ДНК, — під час природнього розвитку організму, або в культурі клітин задля перетворення одного типу клітин на інший. Такий контроль також часто пов'язаний з модифікаціями гістонів, що, загалом, змінює активність певних генів, на рівні епігенома (див. Епігеноміка).
Феномен клітинного перепрограмування — здатність перетворювати один тип клітин в інший — викликав зміну парадигм в галузі молекулярної біології, що має далекосяжні наслідки для регенеративної медицини, моделювання захворювань і розуміння біології розвитку та клітинної ідентичності видів.

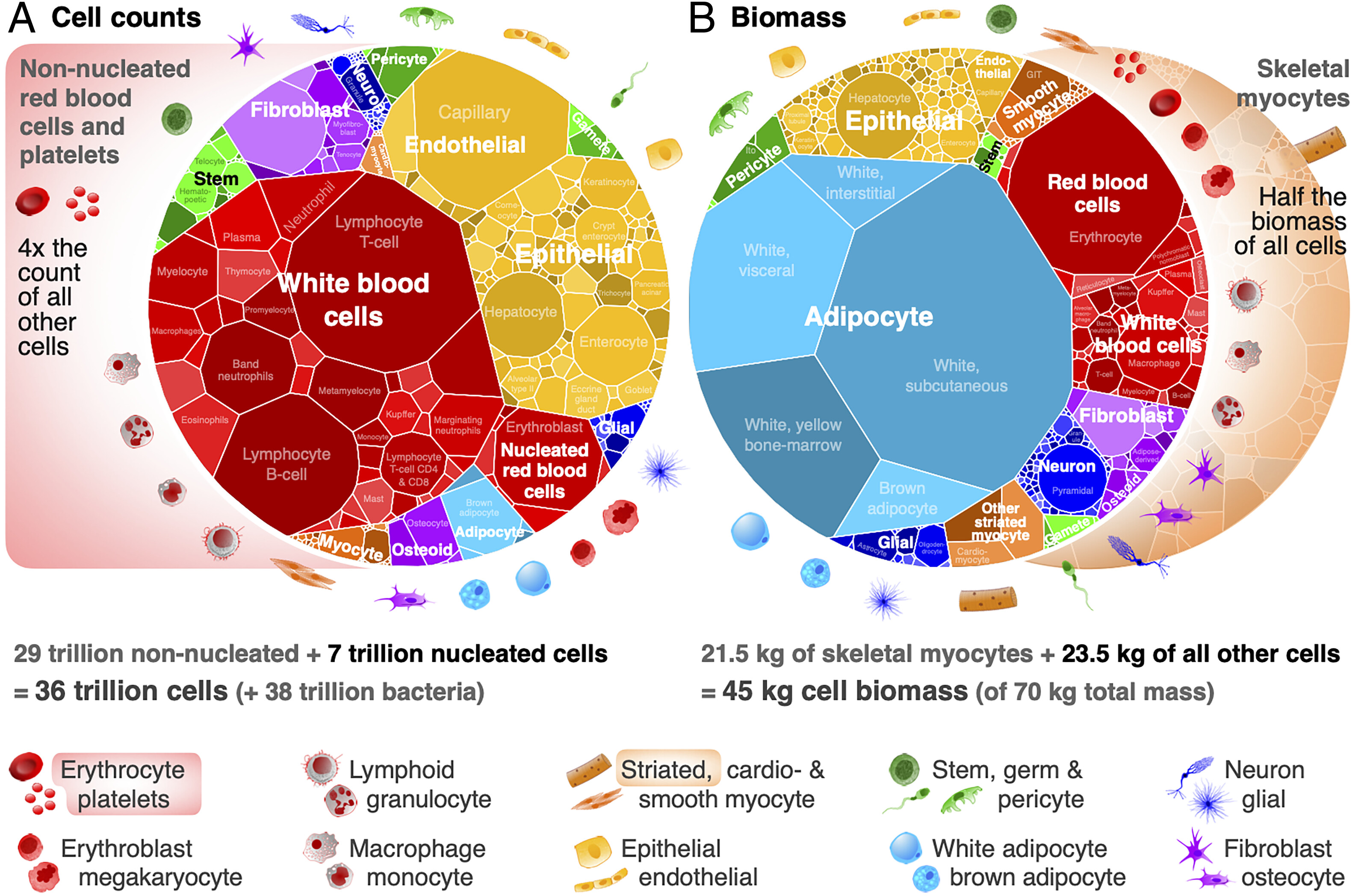
Групи людських клітин, розподілені за кількістю клітин і за сукупною клітинною масою

Тіло людини містить, за деякими оцінками, 400 основних типів клітин у 60 підтипах тканин — але кожен тип клітин має однакову геномну послідовність ДНК — їх відрізняють саме зміни в епігеномі.

## Історія
Першою людиною, яка успішно продемонструвала перепрограмування, був Джон Гердон, який у 1962 році продемонстрував, що диференційовані соматичні клітини можуть бути перепрограмовані назад у ембріональний стан, коли йому вдалося отримати плаваючих пуголовків після перенесення диференційованих кишкових епітеліальних клітин у без’ядерні жаб’ячі яйця. За це досягнення він отримав Нобелівську премію з медицини 2012 року разом із Сін'я Яманакою. Яманака був першим, хто продемонстрував (у 2006 році), що цей процес перенесення ядра соматичної клітини або процес перепрограмування ооцитів (див. нижче), який виявив Гердон, можна повторити (на мишах) за допомогою певних факторів (Oct4, Sox2, Klf4 та c -Myc) для створення індукованих плюрипотентних стовбурових клітин (iPSC). Також, з тією ж метою використовувалися інші комбінації генів, включаючи LIN25 і білок Homeobox NANOG; та комбінації хімічних речовин.

## Основні поняття

### Типи клітин і походження

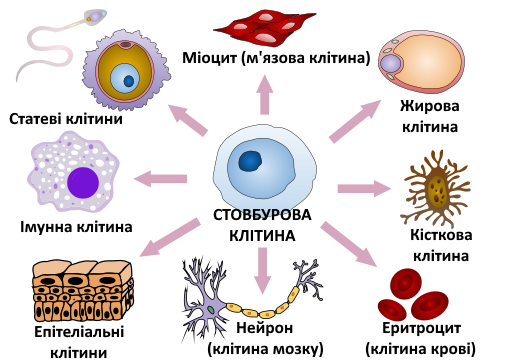
Стовбурова клітина як попередник диференційованих клітин

Розуміння клітинної ідентичності починається з класифікації різних типів клітин і ліній їх розвитку. Клітини в організмі є високоспеціалізованими, вони виконують різні функції, життєво важливі для загальної фізіології.
Тіло людини містить, за деякими оцінками, 400 основних типів клітин у 60 підтипах тканин — але кожен тип клітин має однакову геномну послідовність ДНК — їх відрізняють саме зміни в епігеномі.
Клітинна ідентичність глибоко переплетена з концепцією клітинної диференціації, коли стовбурові клітини стають спеціалізованими для виконання певних функцій в організмі. Процес диференціації організований точними генетичними та епігенетичними регуляторними механізмами, які гарантують, що кожен тип клітин зберігає свої унікальні характеристики. Ця концепція є наріжним каменем біології розвитку.

### Епігенетика та епігеноміка
Основа клітинної ідентичності виходить за межі генетичної інформації, закодованої в послідовності ДНК. Епігенетика та епігеноміка є ключовими аспектами, які керують клітинною диференціацією. Епігенетичні модифікації, такі як метилювання ДНК, модифікації гістонів і роль некодуючих РНК, відіграють ключову роль у визначенні моделей експресії генів.

### Епігенетична спадковість
Розуміння концепції епігенетичної спадковості є життєво важливим для оцінки ролі епігенетичних модифікацій у підтримці клітинної ідентичності через покоління. Епігенетичні зміни можуть передаватися від одного покоління до наступного і на них можуть впливати фактори навколишнього середовища та способу життя, потенційно впливаючи на здоров’я майбутніх поколінь.

## Епігенетичне перепрограмування в природі
Масштабні (від 10% до 100% епігенетичних позначок) і швидкі (від годин до кількох днів) перепрограмування відбуваються на трьох етапах життя ссавців. Майже 100% епігенетичних ознак перепрограмуються протягом двох коротких періодів на початку розвитку після запліднення яйцеклітини сперматозоїдом. Окрім цих трьох етапів, зміни до майже 10% метилювання ДНК в нейронах гіпокампу можуть відбуватись під час досвіду, що викликає формування в пам'яті сильної енграми, емоційно забарвленої страхом.
Після запліднення у ссавців моделі метилювання ДНК значною мірою стираються, а потім відновлюються під час раннього ембріонального розвитку. Майже всі метилювання від батьків стираються, спочатку під час раннього ембріогенезу, а потім знову в гаметогенезі, де кожного разу відбуваються деметилювання та реметилювання. Деметилювання під час раннього ембріогенезу відбувається в передімплантаційний період. Після запліднення сперматозоїдом яйцеклітини з утворенням зиготи відбувається швидке деметилювання батьківської ДНК і повільніше деметилювання материнської ДНК до утворення морули, яка майже не має метилювання. Після утворення бластоцисти може початися метилювання, а з утворенням епібласта відбувається хвиля метилювання до стадії імплантації ембріона. Інший період швидкого і майже повного деметилювання відбувається під час гаметогенезу в примордіальних зародкових статевих клітинах. За винятком цих статевих клітин, на постімплантаційній стадії моделі метилювання в соматичних клітинах є стадійно- тканиноспецифічними зі змінами, які, імовірно, визначають кожен окремий тип клітини та зберігаються стабільно протягом тривалого часу.

### Ембріональний розвиток

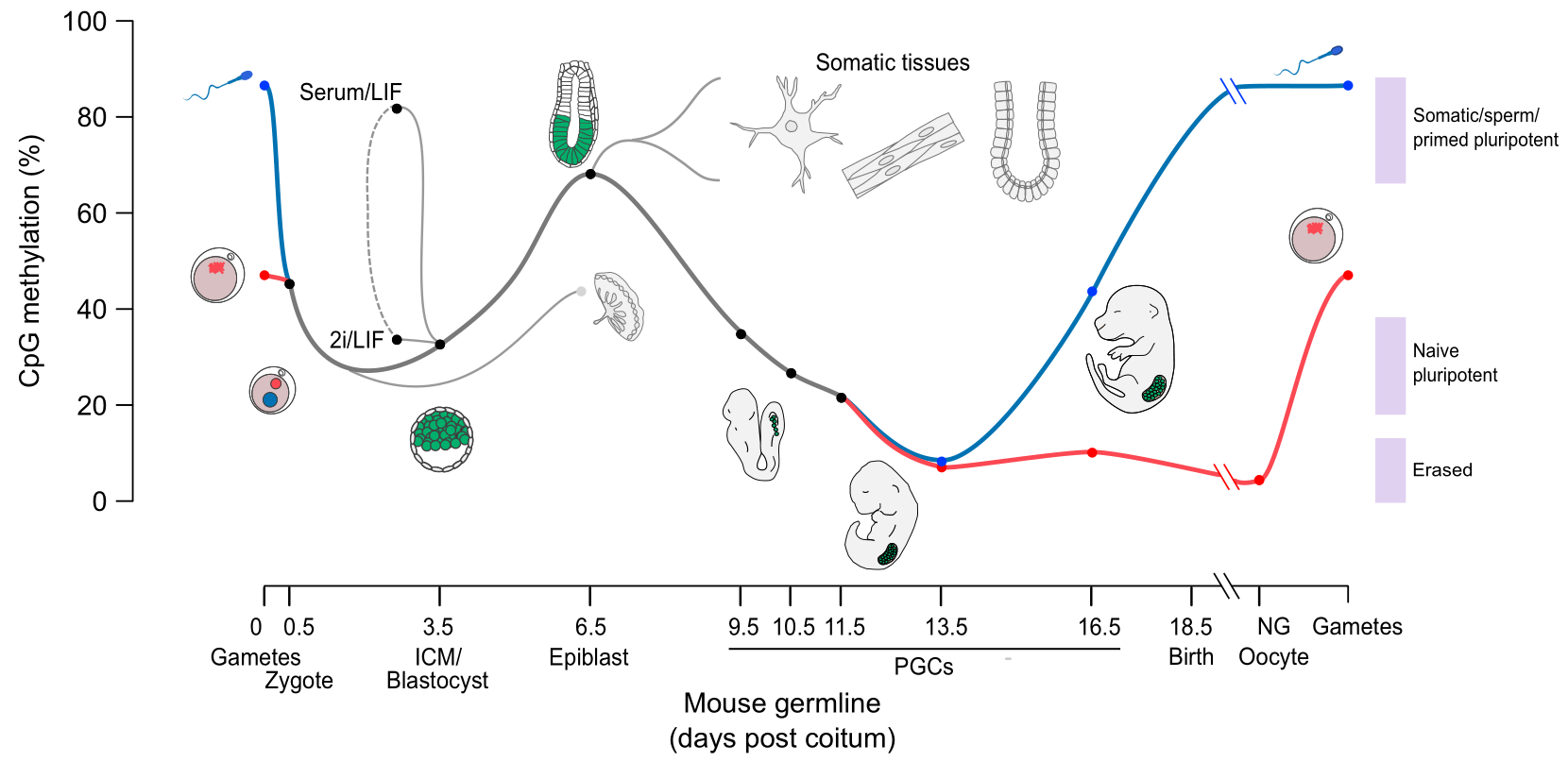
Хронологія метилювання ДНК у геномі миші. Червоний: жіноча ; синій: чоловіча зародкова лінія; сірий: лінія соматичних клітин; PGCs: примордіальні статеві клітини; ICM: внутрішня клітинна маса.

Геном сперми миші на 80–90% метильований у CpG-сайтах у ДНК, що становить близько 20 мільйонів метильованих сайтів. Після запліднення батьківська хромосома майже повністю деметилюється за шість годин активним процесом перед реплікацією ДНК (синя лінія на малюнку). У зрілому ооциті близько 40% його сайтів CpG метильовані. Деметилювання материнської хромосоми в основному відбувається шляхом блокування дії метилюючих ферментів на ДНК материнського походження та розведення метильованої материнської ДНК під час реплікації (червона лінія на малюнку). Морула (на стадії 16 клітин) має лише невелику кількість метилювання ДНК (чорна лінія на малюнку). Метилювання починає збільшуватися через 3,5 дня після запліднення в бластоцисті, а потім велика хвиля метилювання відбувається на 4,5-5,5 день в епібласті, переходячи від 12% до 62% метилювання та досягаючи максимального рівня після імплантації в матці. На сьомий день після запліднення новоутворені примордіальні зародкові статеві клітини (PGC) в імплантованому ембріоні відокремлюються від решти соматичних клітин. У цей момент PGC мають приблизно такий же рівень метилювання, як і соматичні клітини.
Новоутворені примордіальні зародкові клітини (PGC) в імплантованому ембріоні походять від соматичних клітин. У цей момент PGCs мають високий рівень метилювання. Ці клітини мігрують від епібласта до гонадного гребеня. На цьому етапі клітини швидко розмножуються і починають деметилювання двома хвилями. У першій хвилі деметилювання відбувається шляхом реплікативного розведення, але в другій хвилі деметилювання відбувається в результаті активного процесу. Друга хвиля призводить до деметилювання специфічних локусів. На цьому етапі геноми PGC демонструють найнижчий рівень метилювання ДНК серед будь-яких клітин за весь життєвий цикл [на 13,5 день ембріона (E13.5), див. другий малюнок у цьому розділі].

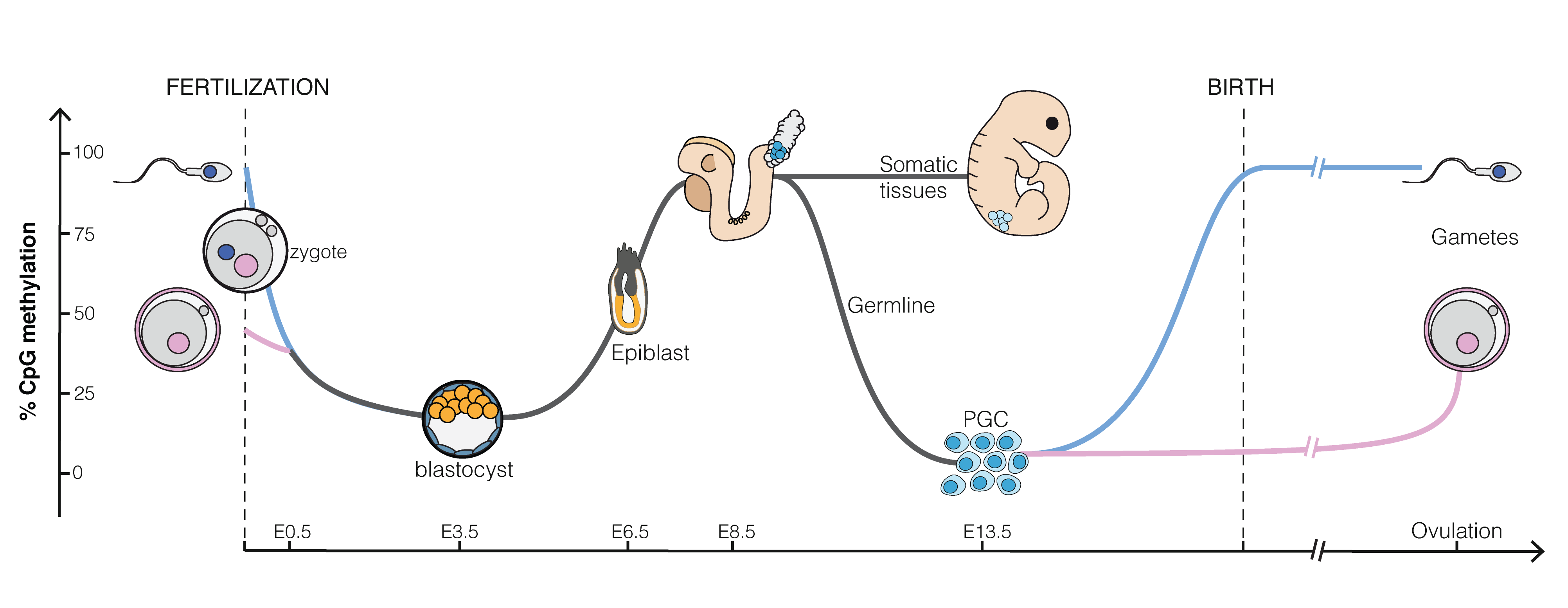
Динаміка метилювання ДНК під час ембріонального розвитку миші

Після запліднення деякі клітини новоутвореного ембріона мігрують до гонадного гребаня і згодом стають статевими клітинами (сперматозоїдами і яйцеклітинами) наступного покоління. Завдяки феномену геномного імпринтингу материнський і батьківський геноми позначаються по-різному і повинні бути належним чином перепрограмовані кожного разу, коли вони проходять через зародкову лінію. Таким чином, під час процесу гаметогенезу первинні зародкові клітини мають стерти та відновити оригінальні схеми метилювання двобатьківської ДНК на основі статі батька-передавача.
Після запліднення батьківський і материнський геноми деметилюються, щоб стерти їхні епігенетичні підписи та набути тотипотентності (див. Потентність клітин). У цьому місці спостерігається асиметрія: чоловічий пронуклеус піддається швидкому і активному деметилюванню. Тим часом жіночий пронуклеус пасивно деметилюється під час послідовних клітинних поділів. Процес деметилювання ДНК включає репарацію основи та, ймовірно, інші механізми, засновані на репарації ДНК. Незважаючи на глобальний характер цього процесу, існують певні послідовності, які уникають його, такі як диференціально метильовані області (DMRS), пов’язані з імпринтованими генами, ретротранспозони та центромерний гетерохроматин. Реметилювання знову необхідне для диференціації ембріона в повноцінний організм.
Ще в 2003 році було показано, що маніпуляції з ембріонами до імплантації in vitro порушують схеми метилювання в імпринтованих локусах і відіграють вирішальну роль у клонованих тваринах.

### Навчання і пам'ять

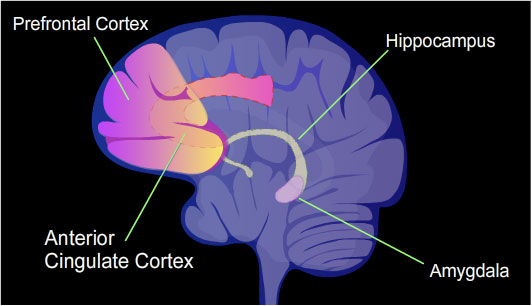
Ділянки головного мозку, що беруть участь у формуванні пам'яті

Навчання та пам’ять мають рівні постійності, що відрізняється від інших психічних процесів, таких як мислення, мова та свідомість, які є тимчасовими за своєю природою. Навчання та запам’ятовування можуть накопичуватися повільно (як-от вивчення таблиці множення) або швидко (як-от доторкнувшись до гарячої печі), але коли вони досягнуті, їх можна відновити для свідомого використання протягом тривалого часу. (див. також Нейропластичність)
Щури, піддані одному випадку контекстного обумовлення страху, створюють особливо сильну довготривалу пам’ять. Через 24 години після навчання 9,17 % генів у геномах нейронів гіпокампу щурів виявилися диференціально метильованими. Це включало понад 2000 диференціально метильованих генів через 24 години після тренування, при цьому понад 500 генів були деметильовані. Ділянка гіпокампу мозку – це місце, де спочатку зберігаються контекстуальні спогади про страх, але це зберігання є тимчасовим і не залишається в гіпокампі. У щурів контекстне обумовлення страху скасовується, коли гіпокамп піддається видаленню лише через 1 день після кондиціонування, але щури зберігають значну кількість контекстуального страху, коли встановлюється велика затримка (28 днів) між часом кондиціонування та часом гіпокампектомії (видалення гіпокампу).

## Молекулярні стадії
Для перепрограмування метилома ДНК потрібні три молекулярні стадії.
- Етап 1: Рекрутинг. Ферменти, необхідні для перепрограмування, залучаються до ділянок геному, які вимагають деметилювання або метилювання.
- Етап 2: Реалізація. Відбуваються початкові ферментативні реакції. У випадку метилювання це короткий етап, який призводить до метилювання цитозину до 5-метилцитозину.
- Етап 3: Репарація ДНК шляхом висічення основи. Проміжні продукти деметилювання каталізуються специфічними ферментами основного шляху репарації ДНК шляхом ексцизії, які остаточно відновлюють цитозин у послідовності ДНК.

Деметилювання 5-метилцитозину. Деметилювання 5-метилцитозину (5mC) в ДНК нейронів. Згідно з оглядом 2018 року в нейронах головного мозку 5mC окислюється TET-діоксигеназою з утворенням (5hmC). На послідовних етапах фермент ТЕТ додатково гідроксилює 5hmC для генерації (5fC) і 5-карбоксилцитозину (5caC). Тимін-ДНК-глікозилаза (TDG) розпізнає проміжні основи 5fC і 5caC і розриває глікозидний зв’язок, у результаті чого утворюється апіримідиновий сайт (АР-сайт). В альтернативному шляху окисного дезамінування 5hmC може бути окислювально дезамінований комплексом редагування мРНК цитидиндезамінази/аполіпопротеїну B (AID/APOBEC), індукованим активністю, з утворенням 5-гідроксиметилурацилу (5hmU). 5mC також можна перетворити на тимін (Thy). 5hmU може бути розщеплений TDG, одноланцюговою селективною монофункціональною урацил-ДНК-глікозилазою 1 (SMUG1), Nei-подібною ДНК-глікозилазою 1 (NEIL1) або метил-CpG-зв’язуючим білком 4 (MBD4). AP-сайти та невідповідності T:G потім виправляються ферментами ексцизійної репарації основ (BER), щоб отримати цитозин (Cyt).

### Ферменти ТЕТ
Ізоформи ферментів TET включають щонайменше дві ізоформи ТЕТ1, одну із ТЕТ2 і три ізоформи ТЕТ3. Повнорозмірна канонічна ізоформа TET1, здається, практично обмежена ранніми ембріонами, ембріональними стовбуровими клітинами та первинними зародковими клітинами (PGC). Домінуюча ізоформа TET1 у більшості соматичних тканин, принаймні у миші, виникає внаслідок використання альтернативного промотору, який призводить до короткого транскрипту та усіченого білка, позначеного як TET1. Ізоформами TET3 є повнорозмірна форма TET3FL, коротка форма сплайсингу TET3s і форма, яка зустрічається в ооцитах і нейронах, позначена як TET3o. TET3o створюється альтернативним використанням промотора та містить додатковий перший N-кінцевий екзон, що кодує 11 амінокислот. TET3o зустрічається лише в ооцитах і нейронах і не експресується в ембріональних стовбурових клітинах або в будь-якому іншому типі клітин або досліджуваних тканинах дорослих мишей. У той час як експресію TET1 ледве можна виявити в ооцитах і зиготах, а TET2 експресується лише помірно, варіант TET3 TET3o демонструє надзвичайно високі рівні експресії в ооцитах і зиготах, але майже відсутній на 2-клітинній стадії. Можливо, що TET3o з високим вмістом в нейронах, ооцитах і зиготах на одноклітинній стадії є основним ферментом TET, який використовується, коли в цих клітинах відбувається дуже масштабне швидке деметилювання.

### Рекрутинг TET до ДНК
Ферменти ТЕТ не зв’язуються специфічно з 5-метилцитозином, за винятком випадків рекрутування. Без рекрутування чи націлювання TET1 переважно зв’язується з промоторами високого рівня CG і острівцями CpG (CGI) у всьому геномі за допомогою свого домену CXXC, який може розпізнавати неметильовані CGI. TET2 не має спорідненості до 5-метилцитозину в ДНК. Домен CXXC повнорозмірного TET3, який є переважною формою, що експресується в нейронах, найсильніше зв’язується з CpG, де C було перетворено на 5-карбоксицитозин (5caC). Однак він також зв’язується з неметильованими CpG.

Ініціація деметилювання ДНК на сайті CpG. У дорослих соматичних клітинах метилювання ДНК зазвичай відбувається в контексті динуклеотидів CpG (сайти CpG), утворюючи 5-метилцитозин -pG (5mCpG). Активні форми кисню (АФК) можуть атакувати гуанін у динуклеотидному місці, утворюючи 8-гідрокси-2'-дезоксигуанозин (8-OHdG), що призводить до динуклеотидного сайту 5mCp-8-OHdG. Базовий фермент відновлення ексцизії OGG1 націлений на 8-OHdG і зв’язується з вогнищем без негайного видалення. OGG1, присутній на ділянці 5mCp-8-OHdG, рекрутує TET1, а TET1 окислює 5mC поруч із 8-OHdG. Це ініціює деметилювання 5mC, як показано на попередньому малюнку.

Щоб фермент ТЕТ ініціював деметилювання, він повинен спочатку бути залучений до метильованого сайту CpG в ДНК. Два білки, які, як показано, залучають фермент ТЕТ до метильованого цитозину в ДНК, це OGG1 (див. малюнок Ініціація детилювання ДНК) і EGR1.

### OGG1
Оксогуанінглікозилаза (OGG1) каталізує перший крок у відновленні основи 8-OHdG, пошкодженої окислювально. OGG1 знаходить 8-OHdG, ковзаючи вздовж лінійної ДНК на 1000 пар основ ДНК за 0,1 секунди. OGG1 дуже швидко знаходить 8-OHdG. Білки OGG1 зв'язуються з окислювально пошкодженою ДНК з половинним максимальним часом приблизно 6 секунд. Коли OGG1 знаходить 8-OHdG, він змінює конформацію та утворює комплекс з 8-OHdG у кишені зв’язування OGG1. OGG1 не діє негайно, щоб видалити 8-OHdG. Половина максимального видалення 8-OHdG займає приблизно 30 хвилин у клітинах HeLa in vitro або приблизно 11 хвилин у печінці опромінених мишей. Окислення ДНК активними формами кисню переважно відбувається на гуаніні в метильованому місці CpG через знижений потенціал іонізації гуанінових основ, що знаходяться поруч із 5-метилцитозином. TET1 зв’язує (рекрутується) OGG1, зв’язаний з 8-OHdG (див. малюнок). Ймовірно, це дозволяє TET1 деметилювати сусідній метильований цитозин. Коли епітеліальні клітини молочної залози людини (MCF-10A) були оброблені H 2 O 2, 8-OHdG збільшився в ДНК у 3,5 рази, що спричинило великомасштабне деметилювання 5-метилцитозину приблизно до 20% від початкового рівня в ДНК.

### EGR1
Ген раннього білка реакції росту 1 (early growth response protein 1, EGR1) є геном негайної ранньої реакції (IEG). Визначальною характеристикою IEG є швидка та тимчасова активація — протягом хвилин — рівня їх мРНК незалежно від синтезу білка. EGR1 може бути швидко індукований активністю нейронів. У зрілому віці EGR1 широко експресується в усьому мозку, зберігаючи базові рівні експресії в кількох ключових областях мозку, включаючи медіальну префронтальну кору, смугасте тіло, гіпокамп і мигдалеподібне тіло. Це вираження пов’язане з контролем пізнання, емоційною реакцією, соціальною поведінкою та чутливістю до винагороди. EGR1 зв’язується з ДНК у місцях з мотивами 5'-GCGTGGGCG-3' і 5'-GCGGGGGCGG-3', і ці мотиви виникають переважно в промоторних областях генів. Коротка ізоформа TET1s експресується в мозку. EGR1 і TET1 утворюють комплекс, опосередкований С-кінцевими ділянками обох білків, незалежно від асоціації з ДНК. EGR1 залучає TET1 до геномних областей, що оточують сайти зв’язування EGR1. У присутності EGR1 TET1s здатний до локус-специфічного деметилювання та активації експресії наступних генів, які регулюються EGR1.

## Фази перепрограмування
Перепрограмування визначається у три фази: ініціація, дозрівання та стабілізація.

### Ініціація
Фаза ініціації пов'язана з пригніченням специфічних генів клітинного типу та посиленням плюрипотентних генів. У міру того, як клітини рухаються до плюрипотентності, активність теломерази реактивується для розширення теломерів. Морфологія клітини може безпосередньо впливати на процес перепрограмування, оскільки клітина модифікується, щоб підготуватися до експресії гена плюрипотентності. Основним показником завершення фази ініціації є те, що перші гени, пов’язані з плюрипотентністю, експресуються. Це включає в себе експресію білка Oct-4 або Homeobox NANOG під час проходження мезенхімально-епітеліального переходу (MET), а також втрату апоптозу та ознак старіння.
Якщо клітину безпосередньо перепрограмувати з однієї соматичної клітини на іншу, гени, пов’язані з кожним типом клітини, починають відповідно посилювати та знижувати регуляцію. Це може відбутися або через пряме перепрограмування клітини, або через проміжну стадію індукованих плюрипотентних стовбурових клітин, і подальшого їх диференціювання в бажаний тип клітини.
Перенесення ядра, злиття клітин та фактори перепрограмування можуть активувати фазу ініціації.

#### Перенесення ядра соматичної клітини
Ооцит може перепрограмувати доросле ядро в ембріональний стан після перенесення ядра соматичної клітини, щоб з такої клітини міг розвинутися новий організм.
Перепрограмування відрізняється від розвитку соматичного епітипу, оскільки соматичні епітипи потенційно можуть бути змінені після того, як організм залишив стадію розвитку життя. Під час перенесення ядра соматичної клітини ооцит вимикає тканиноспецифічні гени в ядрі соматичної клітини та знову включає ембріональні специфічні гени. Цей процес було показано через клонування, як це видно в дослідженнях Джона Гердона з пуголовками та в дослідженнях вівці Доллі. Примітно, що ці події показали, що доля диференціації клітини є оборотним процесом.

#### Злиття клітин
Злиття клітин використовується для створення багатоядерної клітини, яка називається гетерокаріоном. Злиті клітини дозволяють реактивувати та експресувати гени, які інакше мовчать. Коли гени реактивуються, клітини можуть повторно диференціюватися. Існують випадки, коли транскрипційні фактори, такі як фактори Яманаки, все ще потрібні для допомоги в перепрограмуванні гетерокаріонних клітин.

#### Фактори перепрограмування
Фактори перепрограмування включають мікроРНК, фактор транскрипції, епігенетичні маркери та інші малі молекули. Вихідні фактори транскрипції, які призводять до розвитку iPSC, відкриті Яманакою, включають Oct4, Sox2, Klf4 і c-Myc (фактори OSKM). Хоча було показано, що фактори OSKM індукують і сприяють плюрипотентності, інші фактори транскрипції, такі як білок Homeobox NANOG, LIN25, TRA-1-60, і C/EBPα допомагають у ефективність перепрограмування. Використання мікроРНК та інших процесів, керованих малими молекулами, було використано як засіб підвищення ефективності диференціації від соматичних клітин до плюрипотентності.

### Дозрівання
Фаза дозрівання починається в кінці фази ініціації, коли експресуються перші плюрипотентні гени. Клітина готується бути незалежною від визначених факторів, які почали процес перепрограмування. Першими генами, які були виявлені в iPSC, є Oct4, протеїн Homeobox NANOG і Esrrb, а потім Sox2. На пізніших стадіях дозрівання мовчання трансгену означає початок незалежності клітини від індукованого фактора транскрипції. Коли клітина стає незалежною, завершується фаза дозрівання і починається фаза стабілізації.
Оскільки доведено, що ефективність перепрограмування є змінним і низькоефективним процесом, не всі клітини завершують фазу дозрівання та досягають плюрипотентності. Деякі клітини, які піддаються перепрограмуванню, все ще залишаються в стані апоптозу на початку стадії дозрівання через окислювальний стрес, викликаний стресами зміни експресії генів. Використання мікроРНК, білків і різних комбінацій факторів OSKM почало призводити до підвищення ефективності перепрограмування.

### Стабілізація
Фаза стабілізації відноситься до процесів у клітині, які відбуваються після досягнення клітиною плюрипотентності. Одним із генетичних маркерів є експресія Sox2 і реактивація Х-хромосоми, тоді як епігенетичні зміни включають теломеразу, яка розширює теломери та втрату епігенетичної пам’яті клітини. Епігенетична пам'ять клітини скидається змінами в метилюванні ДНК  за допомогою індукованої активацією цитидиндезамінази (AID), ферментів TET (TET) і ДНК-метилтрансферази (DMNTs), починаючи з фази дозрівання і до стабілізації. Як тільки епігенетична пам'ять клітини втрачається, досягається можливість диференціювання на три зародкові листки. Це вважається повністю перепрограмованою клітиною.

## Епігенетичне перепрограмування в культурах клітин
Перепрограмування також можна індукувати штучно шляхом введення екзогенних факторів, як правило, факторів транскрипції. У цьому контексті це часто відноситься до створення індукованих плюрипотентних стовбурових клітин із зрілих клітин, таких як дорослі фібробласти. Це дозволяє виробляти стовбурові клітини для біомедичних досліджень, таких як дослідження лікування стовбуровими клітинами, без використання ембріонів. Він здійснюється шляхом трансфекції генів, асоційованих зі стовбуровими клітинами, у зрілі клітини за допомогою вірусних векторів, таких як ретровіруси. (див. також Генотерапія)

### Методи перепрограмування
Методи клітинного перепрограмування значно розвинулися з моменту появи індукованих плюрипотентних стовбурових клітин (iPSC) та пересадки ядер соматичних клітин (SCNT).

#### Перенесення ядер соматичних клітин (SCNT)
Перенесення ядра соматичної клітини, започатковане Гердоном, включає перенесення ядра соматичної клітини в яйцеклітину без ядра. Цей процес повертає ядро соматичної клітини до ембріонального стану, повторюючи ранній розвиток [Gurdon, 1962].

#### Індуковані плюрипотентні стовбурові клітини (iPSC)
iPSC генеруються введенням специфічних факторів транскрипції, таких як Oct4, Sox2, Klf4 і c-Myc (OSKM), у диференційовані соматичні клітини. Ця техніка дозволяє перепрограмувати дорослі клітини в плюрипотентний стан без потреби в ооцитах або ембріонах.

#### Пряме перепрограмування
Методи прямого перепрограмування обходять проміжний плюрипотентний стан і безпосередньо перетворюють один тип клітини в інший. Наприклад, перетворення фібробластів у функціональні кардіоміоцити через примусову експресію серцевих транскрипційних факторів є багатообіцяючою стратегією регенеративної медицини.

### Фактори транскрипції
Один із перших трансакційних факторів, який проявив здатність перепрограмовувати клітину, був виявлений у міобласті, коли комплементарна ДНК (кДНК), що кодує MyoD, була експресована та перетворила фібробласт на міобласт. Іншим трансакційним фактором, який безпосередньо трансформував лімфоїдну клітину в мієлоїдну, був C/EBPα. MyoD і C/EBPα є прикладами невеликої кількості окремих факторів, які можуть трансформувати клітини. Частіше комбінація факторів транскрипції працює разом, щоб перепрограмувати клітину.

#### OSKM
Фактори OSKM (Oct4, Sox2, Klf4 і c-Myc) були спочатку відкриті Яманакою в 2006 році шляхом індукції фібробласту миші в індуковані плюрипотентні стовбурові клітини (iPSC). Протягом наступного року ці фактори були використані для індукції фібробластів людини в iPSC.
- Oct4 є частиною основних регуляторних генів, необхідних для плюрипотентності, як це видно як в ембріональних стовбурових клітинах, так і в пухлинах.[53] Використання Oct4 навіть при невеликих збільшеннях дозволяє розпочати диференціацію до плюрипотентності. Oct4 працює в гіпотезі з Sox2 для експресії FGF4, що може допомогти в диференціації.
- Sox2 — це ген, який використовується для підтримки плюрипотентності стовбурових клітин. Oct4 і Sox2 працюють разом, щоб регулювати сотні генів, які використовуються в плюрипотентності.[53] Однак Sox2 не є єдиним можливим членом родини Sox, який бере участь у регуляції генів разом із Oct4 – Sox4, Sox11 і Sox15 також беруть участь, оскільки білок Sox є надлишковим у всьому геномі стовбурових клітин.
- Klf4 є фактором транскрипції, який використовується для проліферації, диференціювання, апоптозу та репрограмування соматичних клітин. При використанні в клітинному перепрограмуванні Klf4 запобігає клітинному поділу пошкоджених клітин, використовуючи свою апоптотичну здатність, і сприяє активності гістонацетилтрансферази.[46]
- c-Myc також відомий як онкоген, і за певних умов може стати причиною раку.[54] У клітинному перепрограмуванні c-Myc використовується для прогресування клітинного циклу, апоптозу та клітинної трансформації для подальшої диференціації.

#### Інші фактори перепрограмування
Окрім OSKM, інші фактори транскрипції з’явилися як потужні фактори перепрограмування. Приклади включають Nanog, Lin28 і Esrrb, які можуть підвищити ефективність перепрограмування та сприяти створенню високоякісних iPSC.
- Білок гомеобоксу NANOG (NANOG) є фактором транскрипції, який використовується для підвищення ефективності генерації iPSC шляхом підтримки плюрипотентності[56] та пригнічення факторів клітинної детермінації.[57] NANOG працює, сприяючи доступності хроматину через репресію гістонових маркерів, таких як H3K27me3[en]. NANOG допомагає рекрутувати Oct4, Sox2 і Esrrb, що використовуються в транскрипції, а також рекрутує пов’язаний з Брахмою ген-1 (BRG1) для доступності хроматину.

### Сигнальні шляхи

Огляд основних сигнальних шляхів в клітині, деякі з яких впливають на диференціацію клітин чи на їх перепрограмування.

Окрім факторів транскрипції, різні сигнальні шляхи відіграють вирішальну роль у клітинному перепрограмуванні. Ці шляхи модулюють експресію генів та епігенетичні зміни, керуючи переходом від диференційованого стану до плюрипотентної або альтернативної долі клітини.

#### Сигнальні шляхи Wnt, BMP і FGF
Сигнальні шляхи Wnt, BMP і FGF беруть участь у процесах перепрограмування. Вони сприяють активації ключових генів і встановленню пермісивного стану хроматину.

#### Сигнальний шлях TGF-β
Сигнальний шлях TGF-β, відомий своїми різноманітними функціями в розвитку та захворюваннях, може справляти як інгібуючий, так і стимулюючий вплив на перепрограмування, залежно від контексту. Розуміння тонкої взаємодії між TGF-β і перепрограмуванням має важливе значення для використання його потенціалу.

### Епігенетичне ремоделювання
Перепрограмування тягне за собою глибоку епігенетичну трансформацію, яка включає глобальне деметилювання ДНК і ремоделювання модифікацій гістонів.

#### Глобальне деметилювання ДНК
Стирання позначок метилювання ДНК є ознакою перепрограмування. Ферменти TET, серед іншого, сприяють активному процесу деметилювання ДНК, відновлюючи більш сприятливий епігенетичний ландшафт.

#### Модифікації гістонів під час перепрограмування
Динамічні зміни в модифікаціях гістонів, такі як ацетилювання та метилювання гістонів, відіграють вирішальну роль у перепрограмуванні. Ці модифікації регулюють експресію генів і доступність хроматину під час переходу до плюрипотентності.

## Епігенетичне перепрограмування в регенеративній медицині
Методи клітинного перепрограмування започаткували нову еру регенеративної медицини, пропонуючи багатообіцяючі шляхи регенерації та відновлення тканин.

### Терапія стовбуровими клітинами
Одним із ключових застосувань клітинного перепрограмування є генерація індивідуальних індукованих плюрипотентних стовбурових клітин (iPSC). Ці iPSC можна диференціювати на різні типи клітин, пропонуючи поновлюване джерело клітин для трансплантації та регенеративної терапії.

### Моделювання захворювання та скринінг ліків
iPSC, отримані від пацієнтів із певними захворюваннями, є цінною платформою для моделювання захворювання та скринінгу ліків. Дослідники можуть вивчати механізми захворювання та тестувати потенційні терапевтичні сполуки, використовуючи ці клітинні моделі, отримані з iPSC. Часто для таких цілей використовують мініатюрні 3D моделі органів — органоїди.

### Нові підходи до регенерації тканин
На додаток до підходів на основі iPSC, інші нові стратегії клітинного перепрограмування пропонують нові можливості для регенерації та відновлення тканин, зокрема, в тканинній інженерії.

#### Перепрограмування in vivo
Перепрограмування in vivo включає пряме перепрограмування резидентних клітин в організмі для регенерації пошкоджених тканин. Наприклад, серцеві фібробласти (наприклад, з інфарктного рубця) можуть бути перепрограмовані в нові кардіоміоцити, пропонуючи потенційні рішення для регенерації серця.
Групою вчених у 2020 році була проведена генотерапія для омолодження та відновлення нервового волокна сітківки. Старим мишам ввели за допомогою аденовірусної генотерапії гени, які синтезують фактори Яманакі, які епігенетично перепрограмовують та омолоджують гангліозні клітини сітківки миші, що сприяє регенерації аксонів після пошкодження, і усуває втрату зору на мишачій моделі глаукоми та у літніх мишей. Таке омолодження клітин дозволило відновити штучно пошкоджений зоровий нерв — нервові волокна виросли виросли знову. Вчені досягли х2 збільшення кількості клітин сітківки і х5 прискорення росту оптичного нерва.

#### Малі молекули та епігенетичні модифікатори
Дослідники вивчають використання малих молекул і епігенетичних модифікаторів для підвищення ефективності перепрограмування та сприяння тканиноспецифічній диференціації.

#### Удосконалення методики
Дослідження 2023 року, опубліковане в Nature, розкриває значні відмінності в епігеномах індукованих плюрипотентних стовбурових клітин людини і ембріональних стовбурових клітин людини, деталізуючи появу та збереження цих відмінностей під час клітинного перепрограмування. Представляючи нову стратегію — транзиторне-наївне-лікування (transient-naive-treatment, TNT), дослідження демонструє коригувальний підхід, який пом’якшує аберації в епігенетичні пам'яті в клітинах іПСК людини, більш тісно вирівнюючи їх з ембріональними стовбуровими клітинами, потенційно встановлюючи новий еталон для біомедичних застосувань і пропонуючи новий шлях до дослідження епігенетичної пам'яті.

## Додаткова література

### Книги
- Ancelin Katia; Borensztein Maud, ред. (2021). Epigenetic Reprogramming During Mouse Embryogenesis: Methods and Protocols. Methods in Molecular Biology (англ.) 2214. New York, NY: Springer Nature. ISBN 978-1-0716-0957-6.
- Eran Meshorer and Giuseppe Testa (2020). Stem Cell Epigenetics (англ.). Elsevier. 2020. ISBN 978-0-12-814085-7.
- Palacios, Daniela, ред. (2019). Epigenetics and regeneration. Translational epigenetics series. London, San Diego, Cambridge, MA Oxford: Academic Press, An imprint of Elsevier. ISBN 978-0-12-814879-2.

### Журнали
- Cellular Reprogramming (Mary Ann Liebert)

### Статті
- Підбірка статей Reprogramming (Nature Portfolio)
- Buckberry Sam; Liu Xiaodong; Poppe Daniel;  de Mendoza, Alex та ін. (2023-08). Transient naive reprogramming corrects hiPS cells functionally and epigenetically. Nature (англ.) 620 (7975). doi:10.1038/s41586-023-06424-7.
- Singh Aditi; Rappolee Daniel A.; Ruden Douglas M. (2023-01). Epigenetic Reprogramming in Mice and Humans: From Fertilization to Primordial Germ Cell Development. Cells (англ.) 12 (14). doi:10.3390/cells12141874.
- Gruhn Wolfram H.; Tang Walfred W.C.; Dietmann Sabine та ін. (2023-01). Epigenetic resetting in the human germ line entails histone modification remodeling. Science Advances (англ.) 9 (3). doi:10.1126/sciadv.ade1257.